# Флорентийское завоевание Пизы
Завоевание Пизы в 1404—1406 годах — один из этапов флорентийской экспансии в Тоскане.

## Упадок Пизанской республики
Переживавшая в XIV веке длительный экономический упадок, проигравшая борьбу за гегемонию в Тоскане и сотрясаемая внутренними неурядицами Пизанская республика к концу столетия оказалась в политической зависимости от Милана.
Войны с графами делла Герардеска (1396) и флорентийские набеги нанесли республике большой урон. В сентябре 1398 года к власти в Пизе пришёл молодой Герардо д’Аппиано, сразу вызвавший недовольство жителей. Флоренция направила к нему двух комиссаров добиваться открытия пизанского порта для своих купцов. Аппиано предложил флорентийцам ввести в город шестьсот всадников и двести пехотинцев за их счет, но правительство Флорентийской республики не хотело поддерживать его тиранию и предпочитало восстановление у власти семьи Гамбакорта.

## Миланское правление
Менее щепетильный Джангалеаццо Висконти, герцог Миланский предложил Аппиано продать Пизу и направил туда 4000 солдат под командованием своего офицера Антоньелло Порро. Флорентийские послы, обвиненные в попытке организовать беспорядки и сорвать переговоры с Миланом, были высланы. 21 января 1399 года Герардо д’Аппиано торжественно проехал по улицам Пизы во главе миланских войск, после чего уничтожил старую коммунальную конституцию Пизы, объявив себя неограниченным правителем. Граждане, попавшие под подозрение из-за контактов с флорентийскими представителями, были убиты или брошены в тюрьму. Через несколько дней Герардо передал государство Милану в обмен на 200 000 флоринов и сеньорию Пьомбино, представлявшую собой богатую южную часть Пизанской республики, отделившуюся и ставшую небольшим независимым государством.
19 февраля Порро от имени герцога принял управление Пизой, немедленно восстановил конституцию, и 31 марта коммуна принесла присягу Джангалеаццо и подписала соглашение о порядке управления.
После смерти Джангалеаццо «находившийся в состоянии глубочайшего упадка» город перешел в руки «слабого и дененеративного» бастарда Габриеле Марии Висконти.

## Борьба Флоренции за выход к морю
Флоренция многие десятилетия искала возможность получить морской порт, а в последние месяцы правления Джангалеаццо, все теснее сжимавшего вокруг республики кольцо экономической блокады, стремление флорентийцев к морю приобрело «характер судорожного отчаяния».
В начале 1402 года флорентийцы безуспешно пытались договориться с Карло Малатестой о льготном пользовании неудобной Чезенской гаванью. Попытка воспользоваться лукканским портом Мотроне, как промежуточным пунктом на пути через Геную, также провалилась из-за враждебности правителя Лукки Паоло Гвиниджи. В июне 1403 у Герардо д’Аппиано было получено разрешение использовать Пьомбино, но этот порт был неудобен и небезопасен, так как Аппиано позволил каталонским пиратам устроить базу на Эльбе.
Уже в последние месяцы правления Джангалеаццо флорентийские агенты пытались устроить заговор среди недовольных пизанцев и поднять восстание, о чём Паоло Гвиниджи информировал миланское правительство. Послы, направленные с поздравлением избранному Римским королем Рупрехту Пфальцскому, имели поручение добиваться лишения Висконти обладания Пизой. Флоренция помогла Рупрехту в подготовке итальянского похода, но экспедиция закончилась неудачей. После смерти герцога Миланского флорентийцы начали готовиться к силовому захвату устья Арно.
В конце 1402 года флорентийские отряды начали совершать грабительские набеги на сельские районы Пизанской республики. 15 января 1404 года Флоренция направила в Пизу трех послов — Филиппо Магалотти, Ринальдо Джанфильяцци и самого руководителя олигархического режима Мазо дельи Альбицци с поручением «мягкостью, силой или хитростью добиться обладания этим городом, используя либо политический договор, либо соглашение о покупке». Посольство ничего не добилось, как и войска, посланные в конце января, чтобы захватить город внезапным нападением.
Крупный отряд кавалерии, сопровождаемый инженерами и несколькими ротами пехоты, под командованием Бертольдо Орсини, графа ди Питильяно, и наблюдением комиссаров во главе с Мазо дельи Альбицци, подошёл к городу в районе заброшенного Старого порта, где, по сведениям флорентийцев, была разрушена часть стены. Атака оказалась невозможной, поскольку пизанцы предупредили действия противника, возведя новое укрепление, снабжённое гарнизоном и техникой. Флорентийцы отступили, разграбив сельскую местность.

## Французский протекторат
Габриеле Мария Висконти в условиях начавшегося распада Миланского государства искал иностранной поддержки. Не получив достаточных гарантий безопасности от Сиенской республики, он обратился к главному представителю французского короля в Италии губернатору Генуи маршалу Бусико. 7 апреля 1404 года французы предложили Висконти стать королевским феодатарием на условиях ежегодной дани, состоявшей из коня и сокола, и передачи французским войскам пизанской цитадели и крепости Ливорно. 15-го договор был подписан; через несколько дней посланник маршала сообщил флорентийскому правительству о переходе Пизы под власть Франции.
Попытка Флоренции протестовать привела к тому, что Бусико конфисковал в Генуе все флорентийские грузы общей стоимостью около 100 тысяч флоринов.
24 мая 1404 года Карл VI Безумный передал Пизу своему брату Луи Орлеанскому, мужу Валентины Висконти, но тот не стал менять Бусико и оставил у власти Габриеле Марию. В связи с этим снова возник проект итальянского похода герцога Орлеанского, что заставило папу Бенедикта IX и Ладислао Неаполитанского готовиться к обороне.
Флорентийцы были вынуждены смириться и при посредничестве Бусико подписать 25 июля в Генуе четырёхлетнее перемирие с пизанцами, по условиям которого им предоставлялась свободная торговля через пизанский порт. За нарушение договора грозил штраф в 150 000 флоринов в пользу короля.
Висконти пытался использовать перемирие для усиления своих позиций, присоединил к своим владениям Кастельнуово в Луниджане (4 июня 1405 года), начал переговоры о союзе с Луккой и Неаполем.
Тем временем Бусико совместно с находившимся в Генуе авиньонским папой Бенедиктом XIII разработал новый план. При помощи проживавшего в Генуе флорентийского купца Бонаккорсо дельи Альдеротти маршал и папа в июне 1405 года предложили флорентийцам продать Пизу при условии перехода республики в авиньонский лагерь и союза с Францией. Один из лидеров олигархии Джино Каппони прибыл в Геную на переговоры, но предложения Бусико о подчинении Авиньону и выплате под видом субсидии 400 тысяч флоринов были сочтены: одно — политически неприемлемым, а другое — сильно завышенным, хотя Бусико и обещал часть суммы направить для поддержки Франческо да Каррары, союзника флорентийцев.
Узнав (возможно, не без участия Флоренции) об этих тайных переговорах, Висконти связался с главой флорентийского правительства; Альбицци выехал на переговоры в Пизу, но соглашения достичь не удалось, так как Габриеле Мария не соглашался на продажу.
Слухи о переговорах широко распространились по городу и привели к всеобщему восстанию 20 июля 1405 года. Висконти с матерью, отрядом из двухсот тяжёловооруженных всадников и несколькими арбалетчиками укрылся в цитадели, которая была осаждена восставшими. В начале августа к Пизе подошел французский флот, а затем и сухопутные силы во главе с Бусико. Висконти удалось вырваться из города, он встретился с маршалом в Порто-Венере, а затем отправился в Сарцану.
10 августа представители Бусико прибыли в Пьетрасанту на переговоры с флорентийцами, а Альбицци отправился договариваться с Висконти. Не надеясь удержать город, тот согласился продать и Пизу и зависимые от неё владения, включая несколько замков, принадлежавших Бусико, за 80 тысяч флоринов. Самому маршалу доставалось ещё 70 тысяч, а для сохранения видимости подчинения Франции флорентийцы согласились ежегодно отправлять губернатору Генуи серого скакуна.
27 августа договор был подписан и 31 августа четверым флорентийским уполномоченным, в том числе Джино Каппони, были переданы пизанская цитадель и соседние замки Либрафатта и Санта-Мария-ди-Кастелло. Капитаном цитадели стал Лоренцо Раффакани, взявший с собой несколько рот ополчения и распустивший жандармов Висконти.
Уже 6 сентября в городе произошло новое восстание, и пизанцы осадили цитадель. Она соединялась с городской стеной посредством укрепления, именовавшегося башней Святой Агнесы. Восставшие поставили против башни бомбарды и начали готовиться к обстрелу. Ополченцы, боясь артиллерийского огня, покинули свои посты, перебравшись в более надежное место, что позволило пизанцам взять крепость без сопротивления. За два часа до наступления темноты цитадель была захвачена, после чего её срыли до основания. Бусико пообещал наказать мятежников, но Флоренция, не слишком на это рассчитывавшая, «с несвойственной ей быстротой» собрала осадную армию под командованием Бертольдо Орсини, графа ди Питильяно, в которую входили отряды кондотьеров Сфорца да Кутиньолы, Джованни Тартальи, Франческино делла Мирандолы, Компания Розы (ранее состоявшие на службе герцога Миланского) и прочие, а также инженеры, приглашённые из различных итальянских государств. Капитану Якопо Сальвиати было поручено начать военные действия. Войско флорентийцев насчитывало, по разным источникам, от 10 до 14 тысяч человек.
20 сентября пизанцы направили во Флоренцию послов с требованием вернуть замки, и предлагая возместить расходы, связанные с договором, который Пиза признать отказалась. В ответ флорентийское правительство приказало Орсини, 5 октября назначенному командующим, немедленно приступить к осаде.

## Осада Пизы
Орсини действовал нерешительно и осада затянулась. Проделать брешь и взять город штурмом командование не надеялось, рассчитывая принудить пизанцев к сдаче измором.
Пизанцы постарались преодолеть внутренние распри и объединиться для отпора врагу. Семейство Распанти, поставленное во главе правительства ещё Якопо д’Аппиано, и остававшееся у власти при Габриеле Марии, примирилось с изгнанными родами Берголини и Гамбакорта и разделило с ними управление. Лидеры двух группировок наполнили своей кровью освященную чашу, которую выпили в знак заключения союза, дополнительно скрепив его несколькими браками. Согласие продержалось недолго, глава изгнанников Джованни Гамбакорта с помощью интриг склонил на свою сторону большинство и был избран капитаном народа. Его семья была известна симпатиями к Флоренции и пизанцы надеялись, что он сумеет добиться мира. Оказавшись у власти, новый правитель начал преследование своих прежних врагов, отбирая их имущество, а часто и приказывая лишать жизни. 20 апреля 1406 он добился своего провозглашения синьором, якобы, в интересах обороны, но на самом деле надеясь править городом под властью флорентийцев.
Надежды на дружбу Гамбакорты с флорентийцами не оправдались, так как Флоренция отказалась от переговоров, заявив, что приобрела Пизу у её законного сеньора, и считает пизанцев своими мятежными подданными.
Флорентийская армия последовательно захватывала замки на пизанской территории, а пизанцы пытались обеспечить город продовольствием, послав на Сицилию несколько галер за пшеницей и пытались нанять на службу кондотьеров.
Они договорились с Аньоло делла Перголой, стоявшим в Папском государстве с шестьюстами всадниками, и тот двинулся к Пизе через сиенскую территорию. Извещенные об этом децемвиры войны приказали папскому племяннику перехватить наемников. Отряд Перголы подвергся неожиданной атаке и был рассеян, а полученные от пизанцев деньги захвачены.
4 декабря Сфорца разбил на перевале Ла-Корниа отряд кондотьера Гаспаре деи Пацци из шестисот всадников, набранный в районе Перуджи и шедший на помощь осаждённым. Людей Пацци преследовали до Массы в Маремме, им пришлось оставить лошадей и оружие и дать клятву не воевать с Флоренцией.
Для осады портового города флорентийцам пришлось создать морские силы, снарядив галеру и два галиота. В декабре — январе им удалось одержать несколько морских побед над пизанцами и блокировать устье Арно.
К началу 1406 года флорентийская армия подчинила Валь д’Эру, Маремму, графов Монтескудайо и почти все замки, державшие сторону Пизы. Флоренция сменила командующего, назначив Обиццо да Монте Карелли с поручением вести более решительную осаду. Армия была разделена на две части: одна осадила Вико-Пизано, крепость в десяти милях выше Пизы, на правом берегу Арно, другая теснее обложила саму Пизу.
4 марта 6000 землекопов и каменщиков под руководством двухсот мастеров отправились из Флоренции, чтобы соорудить у Сан-Пьеро-ин-Градо по обоим берегам реки два укрепления, между которыми была натянута цепь, дабы отрезать пизанцам выход к морю. Это не помешало двум кораблям и пяти галерам противника доставить в город продовольствие, но вскоре в устье Арно заняла позицию направленная маршалом Бусико генуэзская эскадра Козимо Гримальди, состоявшая из четырёх галер, двух галиотов, трёх бригантин и одного военного судна. Пять галер и три нефа, которые осажденные послали на Сицилию за продовольствием, по возвращении не смогли преодолеть блокаду (12 мая). Значительных успехов в ходе осады добиться не удавалось, при этом у республики начались финансовые трудности. Помимо военных расходов казна оставалась должна большие суммы Бусико и Висконти. Начались банкротства крупных компаний. Правительство, недовольное затягиванием осады, отозвало из армии Мазо дельи Альбицци и Джино Каппони, назначенных комиссарами в марте.
Арно, вышедшая из берегов на праздник Вознесения из-за сильных ливней, снесла мост между крепостями, и пизанцы атаковали слабейшую. Сфорца и Тарталья, стоявшие на другом берегу, бросились на лошадях в поток и, с большой опасностью, форсировали реку, что заставило неприятеля отступить почти без боя.
В армии осаждавших, также страдавшей от недостатка провизии, начались разногласия. Тарталья заявил, что Сфорца собирался его отравить, и Джино Каппони, хорошо знавший обоих, а потому снова направленный комиссаром в войска, принял решение развести этих давно враждовавших кондотьеров по разные стороны реки, что затруднило координацию действий. Весной армия, страдавшая от насекомых-паразитов и заразных болезней, начала возмущаться и децемвиры войны часть солдат отправили на отдых по окрестным замкам, а оставшихся в лагере приказали занять постоянными работами, чтобы праздность не порождала болезни.
Пизанцы предлагали власть над городом королю Ладислао, но тот ещё не был готов бороться за Тоскану, и заключил с флорентийцами соглашение, по которому Флоренция обязалась не мешать его действиям в Папском государстве, а Неаполь обещал не поддерживать пизанцев. Лидер гибеллинов Оттобоне Терци, собравший армию в Парме и Реджо, получил от Флоренции большую сумму и также отказался поддерживать пизанцев.
Гамбакорта и пизанский Совет старейшин 11 февраля направили в Париж посла, предложив власть герцогу Жану Бесстрашному. Флорентийцы пытались парировать этот ход и при помощи своего главного покровителя при французском дворе герцога Беррийского 6 марта добились утверждения королевским советом договора о покупке Пизы. Однако уже через два месяца король отменил это решение и 15 июля герцог Бургундский сообщил Бусико, что стал соправителем Пизы (с герцогом Орлеанским) и приказал маршалу открыть военные действия против Флоренции. Бусико, получавший от флорентийцев деньги частями, не торопился начинать войну.
В середине июля Гамбакорта, уставший от неравной борьбы, послал во Флоренцию своего представителя для мирных переговоров. Флорентийцы назначили со своей стороны пятерых уполномоченных, в том числе Джино Каппони, но конференция была прервана, когда над городом взвился бургундский флаг. Герольда герцога Бургундского, прибывшего с новыми распоряжениями короля, возмущённые флорентийцы бросили со связанными руками в Арно, а когда тот выплыл и явился в Синьорию жаловаться, прогнали из города.
Тем не менее, войны с Францией правительство надеялось избежать, и в ответ на новое письмо Карла, доставленное 12 августа, Колуччо Салутати составил пространное послание, излагавшее историю вопроса и разъяснявшее флорентийскую позицию. Его копии были направлены герцогам Орлеанскому и Бургундскому. Карл VI, видя, что Бусико ничего не предпринимает, направил во Флоренцию двух послов с требованием немедленно прекратить войну с Пизой. Послы были торжественно приняты, но уехали 18 сентября, ничего не добившись. Французы начали репрессии. Два флорентийских купца были арестованы в Брюгге по приказу Жана Бесстрашного и брошены в тюрьму. Флоренция послала в Париж двух представителей, чтобы оправдать свои действия и выиграть время, поскольку Пиза уже была накануне сдачи.
Осажденные страдали от голода и по ночам пытались бежать из крепости. Пойманных флорентийцы немедленно вешали. Однажды к Джино Каппони привели группу беглецов и он приказал их связать и бросить в море.
Гамбакорта решил избавиться от «лишних ртов» (bocche inutili), изгнав из города женщин и детей. Флорентийцы отказались их пропускать. Первой группе женщин, вышедших из крепости, «разрезали пратья повыше зада (al culo), заклеймили лилией и заставили их вернуться в город», а следующим отрезали носы.
С 15 сентября человек Гамбакорты каждую ночь приходил в лагерь осаждающих на переговоры с Джино Каппони и Бартоломео Корбинелли. 5 октября Каппони отправился во Флоренцию с докладом об условиях соглашения «с голодным представителем голодного города, которого приходилось перед каждым ночным совещанием кормить». Гамбакорта передавал флорентийцам цитадель в обмен на 50 тысяч флоринов, флорентийское гражданство и синьории Баньи и Монте-Пизано. Заложниками со стороны Флоренции были двадцать виднейших граждан, в том числе Лука дельи Альбицци, Нери Каппони и молодой, богатый и амбициозный Козимо ди Джованни Медичи .
В ночь с 8 на 9 октября 1406 года флорентийцы вошли в Пизу через ворота Сан-Марко и заняли район Борго, а на рассвете начали продвигаться к центру города. Впереди войска двигались повозки с провизией, которую солдаты раздавали всем желающим. Во всём городе не было ни грана муки, только несколько складов с сахаром и кассией, и три тощие коровы; жители питались травой, которую собирали на улицах и под крепостными стенами. При этом сдаваться они не думали и, узнав, на каких условиях Гамбакорта сдал город, хотели убить тирана-предателя.

## Флорентийское господство
Джино Каппони, назначенный капитаном народа, постарался не допустить грабежей, созвал горожан на parlamento и объявил, что Флоренция отныне считает их верными подданными. Семейство Гамбакорта было выслано во Флоренцию, как и две сотни глав наиболее влиятельных семей, которых республика держала в качестве заложников.
Во Флоренции известие о победе было отпраздновано с большим размахом, три дня город был иллюминирован, в церквях прошли благодарственные молебны, были устроены роскошно оформленные джостры. Из поверженной Пизы были вывезены основные священные реликвии, а также знаменитые Пандекты Юстиниана, которые сами пизанцы за триста лет до этого вывезли из Амальфи.
Флорентийцы немедленно начали экономическое освоение Пизы. В городе был установлен суровый режим, дабы воспрепятствовать любому возмущению, крепостные стены спешно восстанавливались. В Пизе были открыты филиалы ряда флорентийских кампаний, туда устремились дельцы и ремесленники, поэтому браки флорентийцев с пизанками были категорически запрещены.
Для урегулирования конфликта с Францией 16 января 1407 года в Париж было отправлено посольство во главе с хорошо известным французам опытным дипломатом Бонаккорсо Питти и представителем олигархии Альберто дельи Альбицци. Миссия не имела успеха, 15 июня Питти был отозван, а его коллега остался в качестве наблюдателя на положении частного лица.
Жан Бесстрашный добился назначения Бусико членом королевского совета, и таким образом привлек на свою сторону. Флорентийцы 3 мая 1407 года направили к нему послов добиваться освобождения недавно захваченного корабля с ценным грузом. Получив согласие, послы просили у маршала передать республике четвертую башню пизанского порта, которую Бусико на всякий случай оставил за собой, а также предложили купить у него порт Ливорно, который мог бы стать резервной гаванью, особенно полезной по причине продолжавшегося обмеления устья Арно.
Бусико запросил за Ливорно 100 тыс. флоринов, флорентийцы не хотели давать больше половины, и в конце июля покинули Геную. 3 августа маршал передал Ливорно Генуэзской республике, которая должна была им владеть как французский вассал. Генуэзцы ввели в город значительный гарнизон, что вызвало в правящих кругах Флоренции опасения за безопасность Пизы, которую новые соседи могли бы попытаться захватить, пользуясь непопулярностью оккупационного режима у пизанцев.
Дабы этого не допустить, флорентийские правители Пизы внимательно следили за настроениями в городе, прекращая подвоз продовольствия, как только поступали тревожные сигналы о поведении жителей. Только весной 1408 года, когда было принято решение провести в Пизе церковный собор, режим был несколько смягчен, снабжение налажено, чрезмерные поборы отменены, а высланные граждане получили разрешение вернуться. Включение Пизы в состав Флорентийской республики было окончательно закреплено, тем более, что в 1409 году восставшие генуэзцы изгнали французов, после чего Париж больше не мог угрожать Флоренции военной силой.
Приобретение Пизы принесло большие доходы правящей верхушке Флоренции, получившей возможность расширить свои торговые операции, те же, кто своими руками добились этого успеха, участвуя в осаде, и надеялись, что завоевание принесёт пользу всем, были, как пишет Джино Каппони в своих воспоминаниях, разочарованы.
Многие пизанские дворяне, не желая подчиняться угнетателям, эмигрировали, выбрав для себя и своих детей военную карьеру на иностранной службе, в надежде рано или поздно освободить родину силой оружия. Те, кто предпочли остаться, также не теряли память о своей древней свободе и пяти веках господства на Тирренском море. Воспользовавшись падением тирании Медичи во Флоренции в 1494 году, пизанцы восстали и на некоторое время сумели восстановить независимость.

## Комментарии
1. ↑  Сначала Бусико послал в устье Арно две галеры, одну из них восставшие захватили, взяв при этом в плен десятерых знатных генуэзцев (La Roncière, pp. 233—234)
2. ↑  Назначен генерал-капитаном 5 октября в 3 часа пополуночи, в соответствии с указаниями астрологов (La Roncière, p. 234)